# ISO 3166-2:PM
ISO 3166-2:PM — стандарт Международной организации по стандартизации, который определяет геокоды. Является подмножеством стандарта ISO 3166-2, относящимся к островам Сен-Пьер и Микелон. Стандарт охватывает острова Сен-Пьер и Микелон. Геокод состоит из кода Alpha2 по стандарту ISO 3166-1 для Сен-Пьер и Микелона — PM. Одновременно Сен-Пьер и Микелону присвоен геокод второго уровня  — FR-PM как заморскому сообществу Франции. Геокод являются подмножеством кода домена верхнего уровня — PM, присвоенного Сен-Пьер и Микелону в соответствии со стандартами ISO 3166-1.

## Геокоды Сен-Пьер и Микелона
| Название           | Alpha2 | Alpha3 | цифровой | Геокод по ISO 3166-2 | Статус               |
| ------------------ | ------ | ------ | -------- | -------------------- | -------------------- |
| Сен-Пьер и Микелон | PM     | SPM    | 666      | FR-PM                | заморское сообщество |

## Геокоды пограничных Сен-Пьер и Микелону государств
- Канада — ISO 3166-2:CA (на севере (морская граница)).